# 甲酸铝
甲酸铝是铝的甲酸盐，化学式为Al(HCOO)3。它可由铝皂与甲酸反应来制备。氢氧化铝和甲酸的反应可以得到Al(HCOO)3(CO2)0.75(H2O)0.25(HCOOH)0.25，它在180 °C活化，可以得到Al(HCOO)3。

## 拓展阅读
- Hannelore, Rauh; Wilhelm Knoche. . Berichte der Bunsengesellschaft für physikalische Chemie. 2010-06-10, 83 (5): 518–521. doi:10.1002/bbpc.19790830513.